# Provincia Medina

Localizarea provinciei în Arabia Saudită

Medina sau Al Madinah (arabă: المدينة المنورة‎ Al-Madīnah al-Munawarah) este una dintre provinciile Arabiei Saudite și are capitala la Medina. O parte din provincie are ieșire la Marea Roșie.